# Jac. P. Thijssepark
Het Dr. Jac. P. Thijssepark is een park in de Noord-Hollandse plaats Amstelveen. Het is in de 20ste eeuw aangelegd en is eigenlijk een langgerekte heemtuin. Het park ligt in de noordwesthoek van Amstelveen, aan de rand van het Amsterdamse Bos. De hoofdingang bevindt zich aan de Prins Bernhardlaan. In de nabijheid van het Thijssepark ligt het oudste heempark van Amstelveen: De Braak, uit 1939.
Veel inheemse planten hebben een plek in de beide parken gekregen. Het onderhoud is zeer intensief en voor een groot gedeelte handmatig, wat een evenwichtige beplanting oplevert. Het park is vernoemd naar de onderwijzer, veldbioloog en natuurbeschermer Jac. P. Thijsse.
De aanleg van het Thijssepark startte in 1940 onder leiding van C.P. Broerse, maar werd vanwege de oorlogssituatie in 1942 stilgelegd. In 1949-'50 werden het noordelijk en westelijk deel, tussen de Hoornsloot en de Amstelveense Prinsessenbuurt, voltooid. In 1972 kwam er een zuidelijke tak bij.
In 2011 werden De Braak en het Thijssepark rijksmonument.

## Galerij

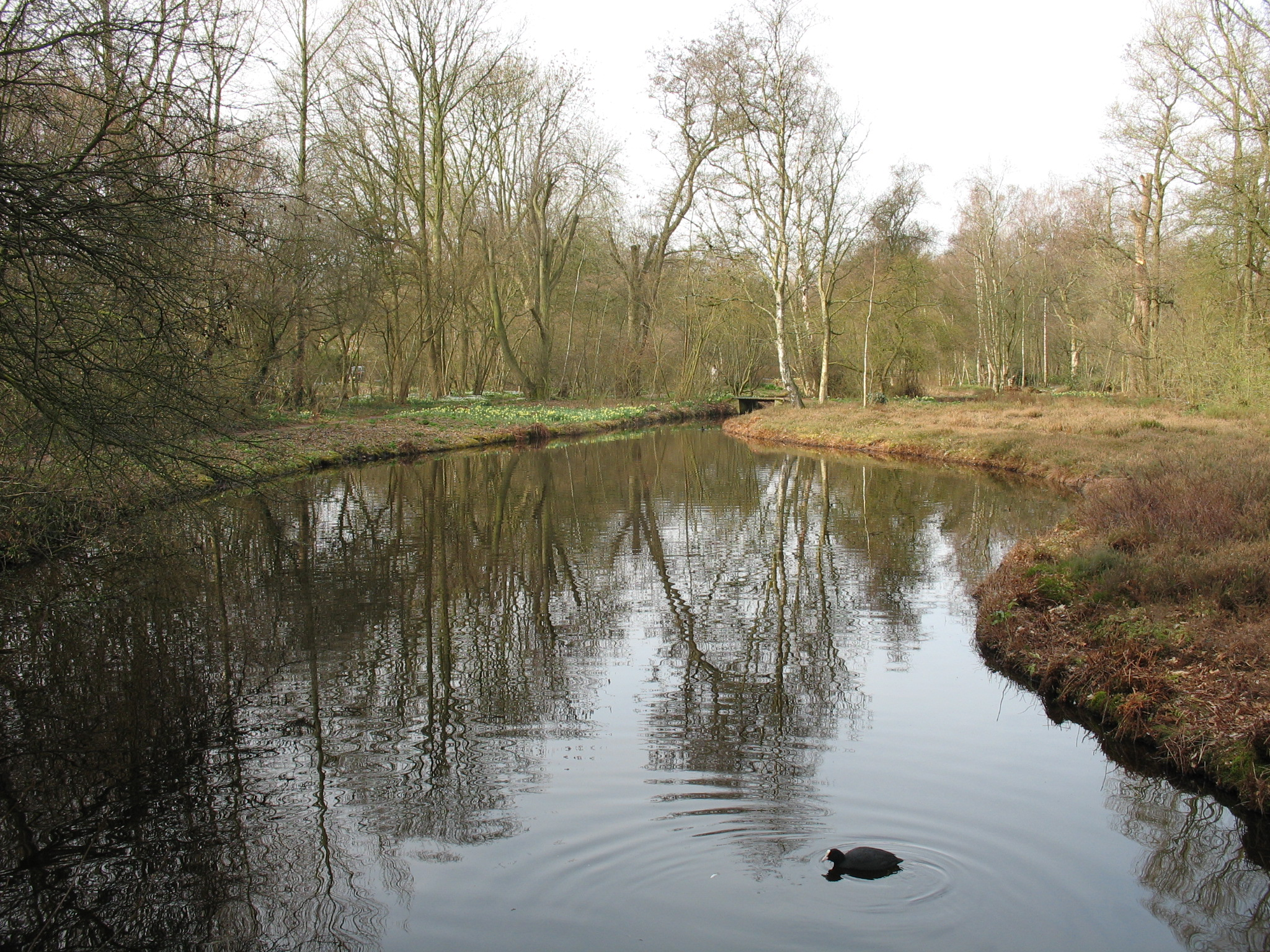
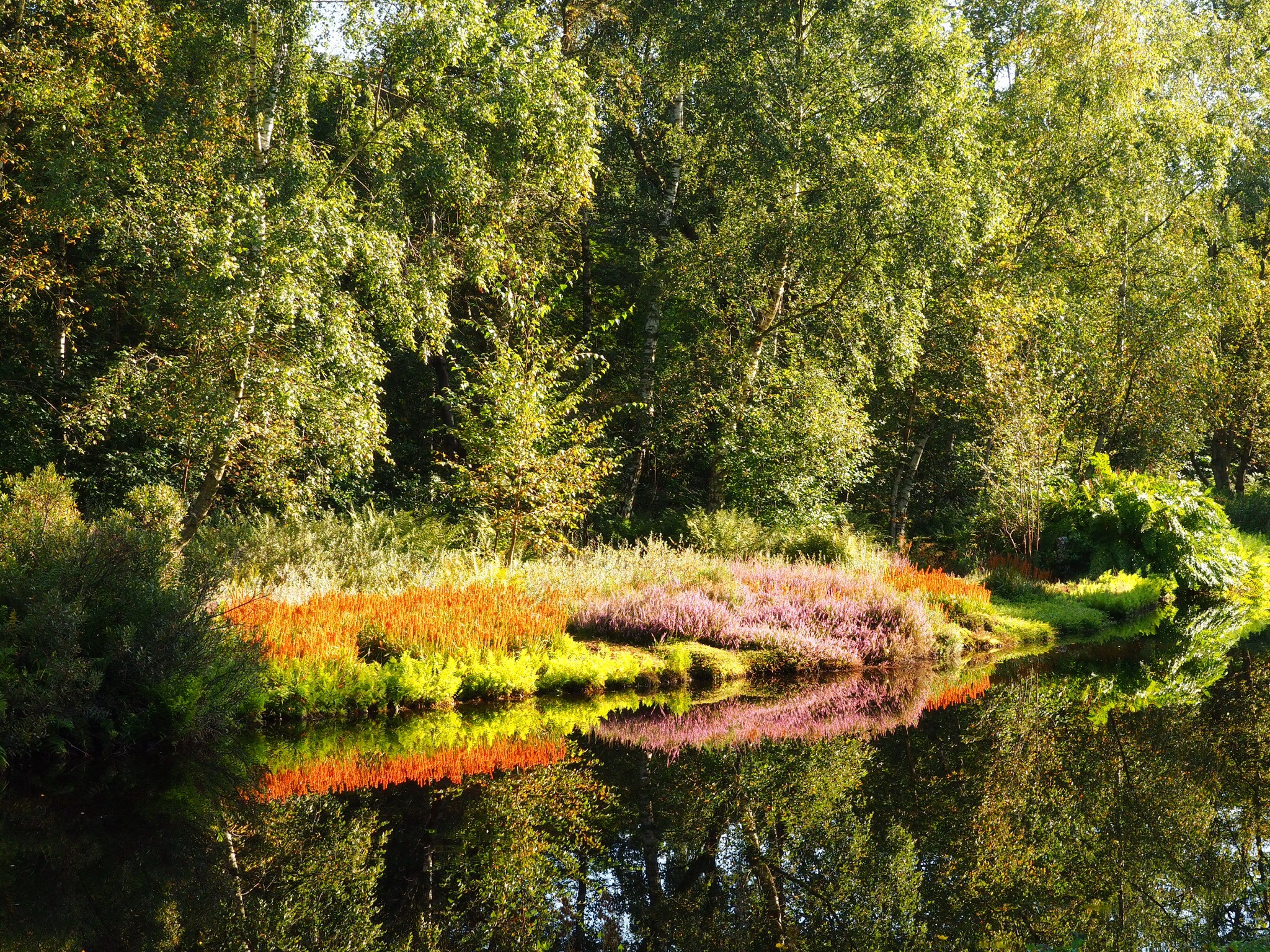
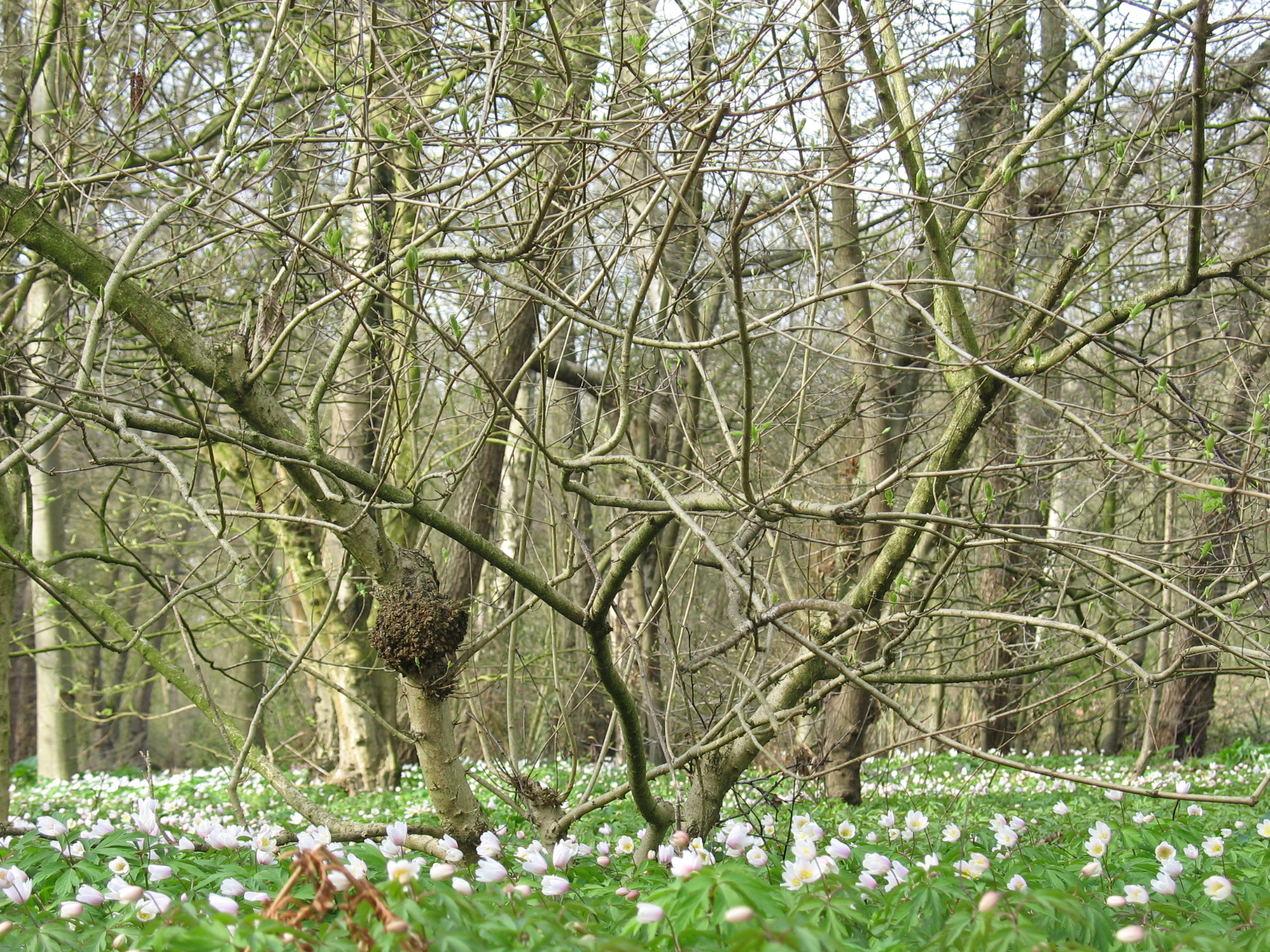
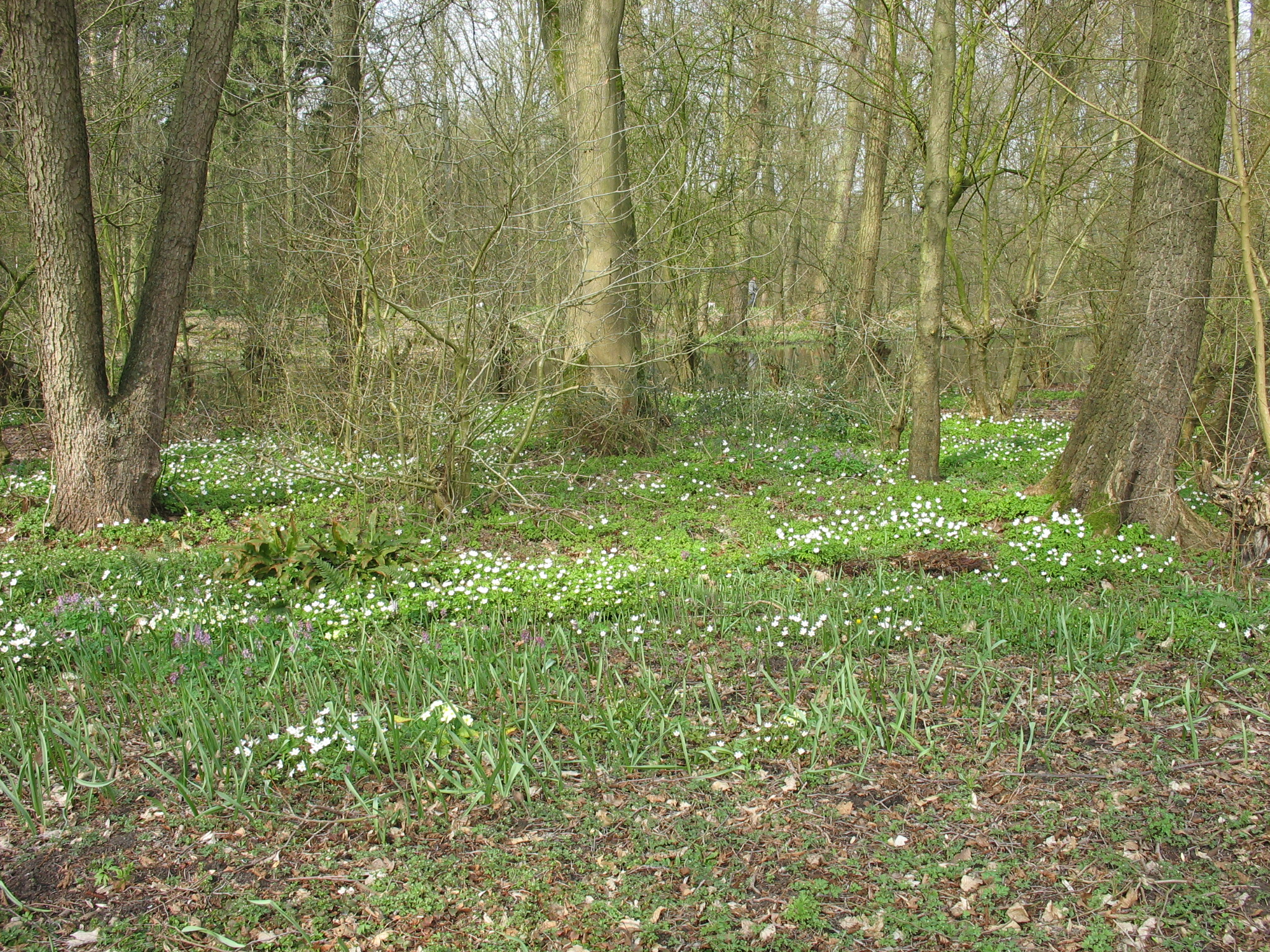
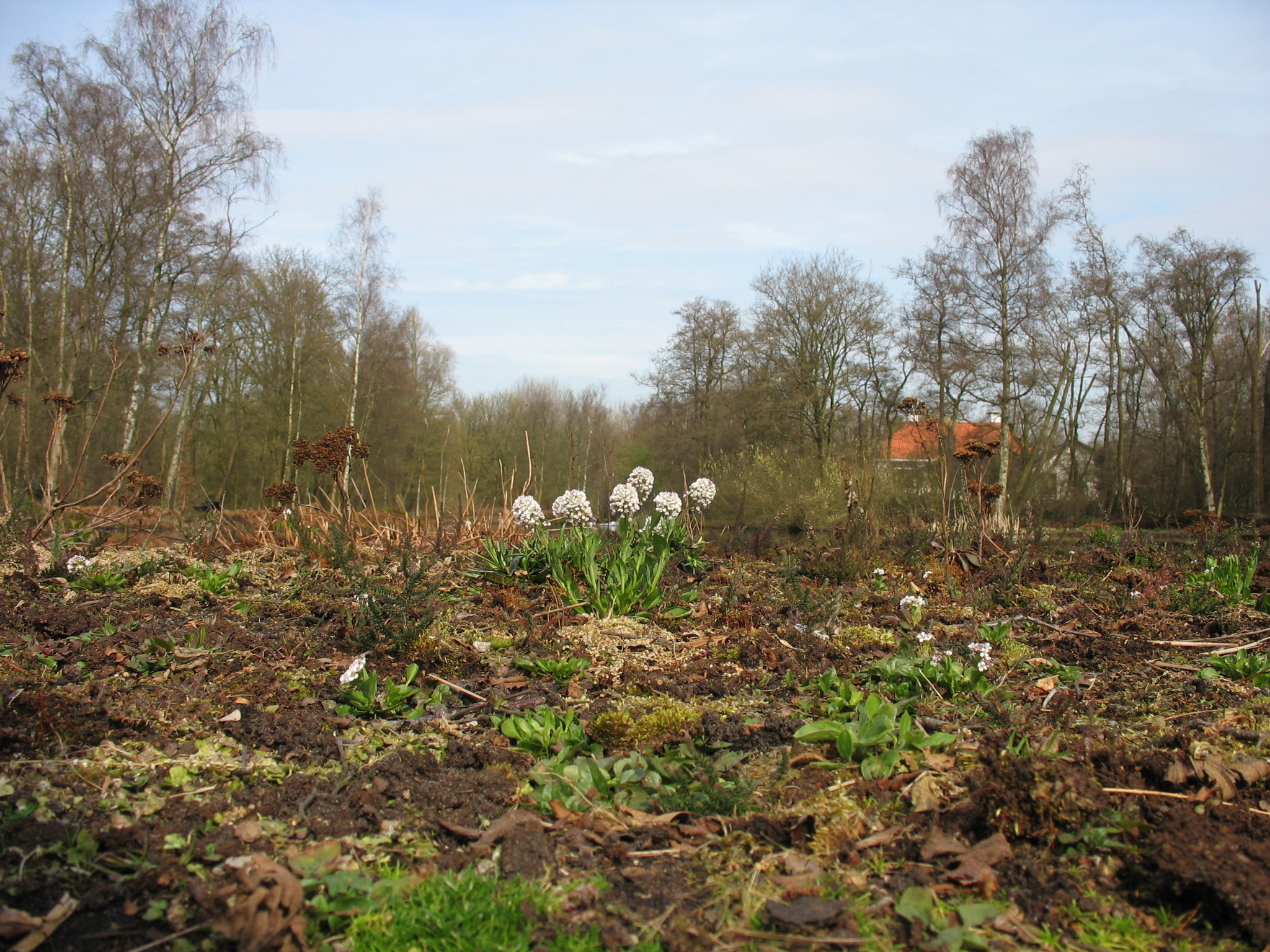
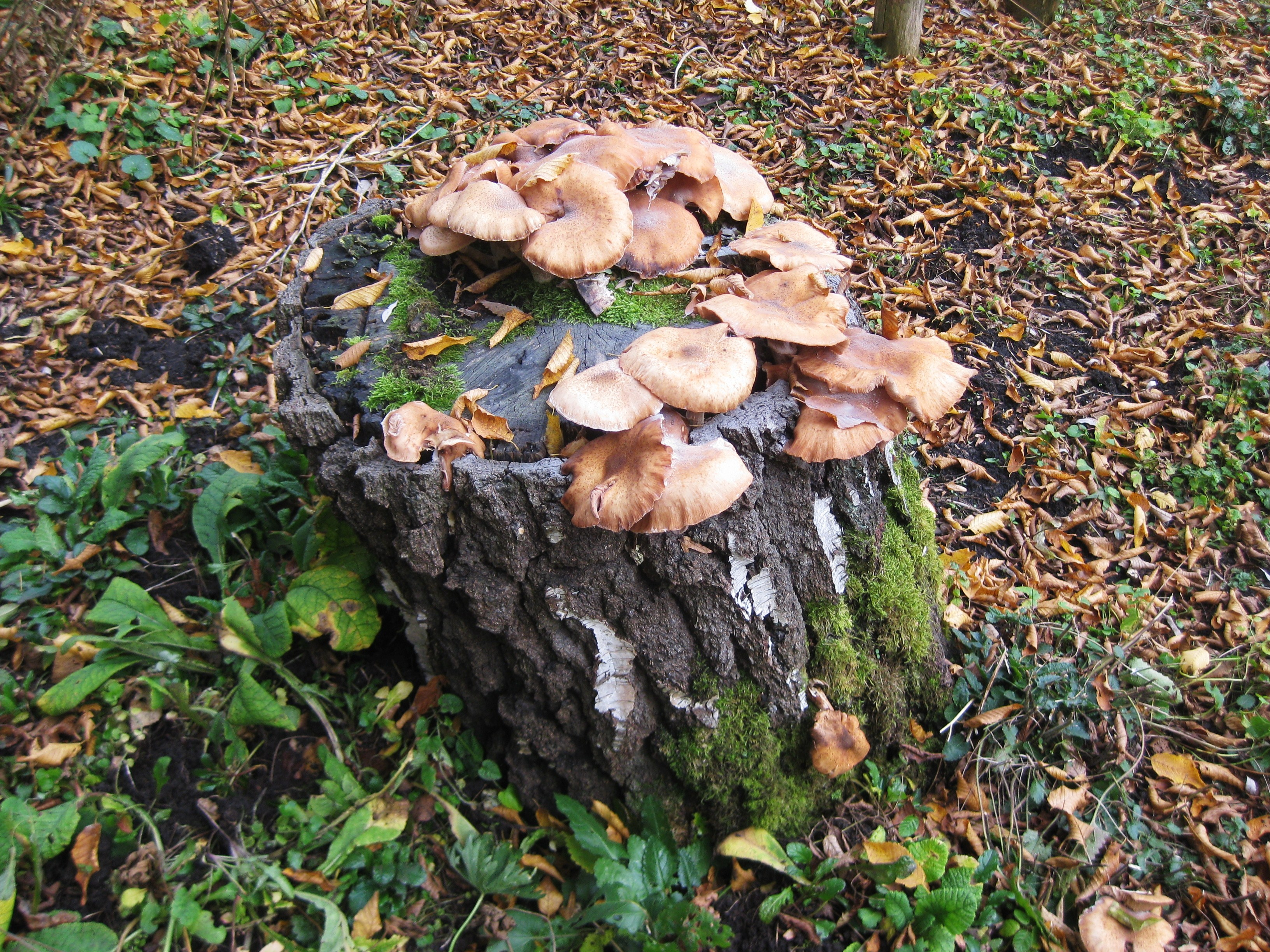
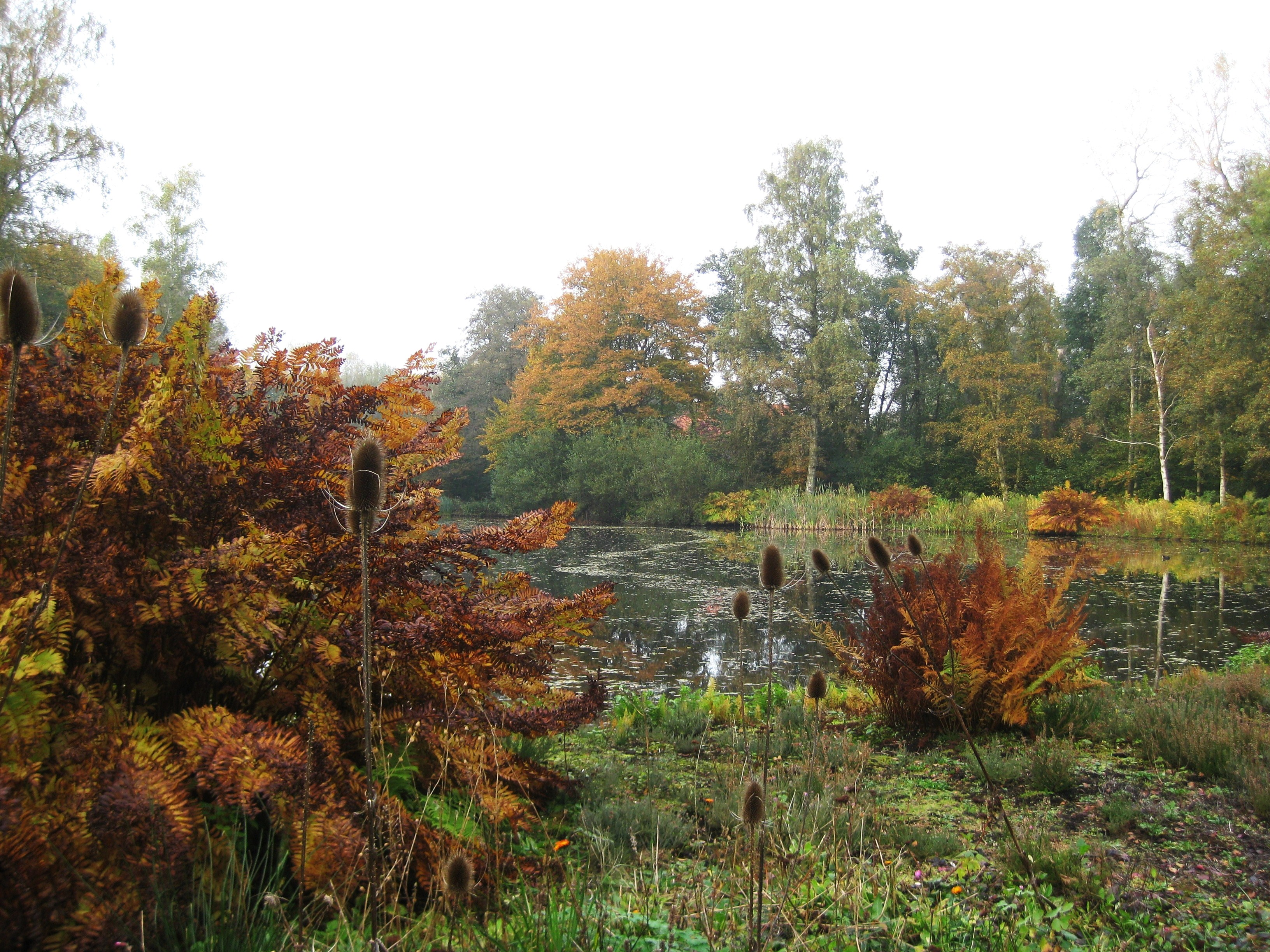